# Sebastian Kowol
Sebastian Kowol – SEB (ur. 12 listopada 1973 r.), współtwórca grupy muzycznej PIN, gra na gitarze.
Pedagog, kompozytor, aranżer, współpracował z Teatrem Rozrywki w Chorzowie, Teatrem Muzycznym Roma w Warszawie, Teatrem Powszechnym w Radomiu i zespołem Chamal. Uczestniczył w nagraniu albumu zespołu Golec uOrkiestra 4. Muzyk sesyjny.